# Sachs (motocicleta)
SFM GmbH (SFM Bikes Distribution GmbH) és una empresa alemanya amb seu a Nuremberg que comercialitza bicicletes i escúters elèctrics sota les marques Saxonette i SAXXX. Una altra empresa amb seu a Guangzhou (Xina), Sachs Bikes International Company Limited (anomenada també Guangzhou Sachs Bikes Technology Co., Ltd), produeix motocicletes i escúters tradicionals i elèctrics sota diverses marques, entre elles FYM Sachs i Sachs Bikes. Aquestes dues petites empreses són allò que resta de l'antiga divisió de motocicletes de Fichtel & Sachs, un important grup industrial establert a Schweinfurt el 1895 que havia fabricat, a més de motors i altres productes, bicicletes motoritzades, ciclomotors, motocicletes i quads.
Les primeres motocicletes Sachs van aparèixer regularment al mercat durant la dècada del 1960, després que Fichtel & Sachs absorbís dos històrics fabricants de motocicletes de Nuremberg: Hercules (fundada el 1886) i la Zweirad Union (creada el 1958 com a fusió de tres antigues marques: Victoria, Express i DKW). La filial de Fichtel & Sachs que fabricava les motos va anar alternant les marques Sachs, Hercules i DKW fins que, al tombant de segle, es va separar de la matriu per a crear la seva pròpia empresa, mentre aquella, que seguia produint peces d'automoció, va ser absorbida per ZF Friedrichshafen per a crear ZF Sachs.

## Història

### Els orígens: Hercules
Hercules va ser fundada el 5 d'abril de 1886 per Carl Marschütz a Neumarkt in der Oberpfalz com a Nürnberg Hercules-Werke. Inicialment fabricava bicicletes i comptava amb 8 treballadors, mentre que vuit anys després ja en tenia 170. El 1894, la companyia va produir gairebé 5.000 bicicletes. Un any després, les instal·lacions es van traslladar de Neumarkt a la Fürther Straße de Nuremberg. El 1898, Hercules va desenvolupar un vehicle elèctric que podia arribar als 40 km/h.
El 1904, Hercules va crear la seva primera motocicleta i la va començar a produir el 1905, cosa que converteix l'empresa en un dels fabricants de motocicletes més antics del món (Peugeot, la més antiga encara activa, va començar a fabricar-ne el 1898, Indian el 1901, Triumph el 1902 i Harley-Davidson i Husqvarna, el 1903). El 1905, l'empresa produïa també camions lleugers amb una capacitat d'1,2 tones.
El 1928, Hercules va començar a muntar motors d'altres fabricants a les seves motocicletes, entre ells JAP, Villiers, Moser, Bark, Sturmey-Archer i, a partir del 1930, Sachs. També al 1930, l'empresa va iniciar la producció d'automòbils de tres rodes amb motors de 200 cc. Durant aquella època, Hercules va esdevenir un dels principals clients de Sachs, a qui li comprava especialment el seu motor de 98 cc. Ambdues empreses van anar consolidant la seva relació i van teixir una xarxa de distribució conjunta per tot Alemanya.
Acabada la Segona Guerra Mundial, l'empresa intentà recuperar-se de la desfeta i el 1945 va reprendre l'activitat amb només 30 treballadors. Va començar fabricant lleteres, després bicicletes i, finalment, reprengué la producció de motocicletes amb un model de 97 cc i, més tard, un altre amb motor ILO de 125 cc.
Durant les dècades del 1950 i 1960, l'antiga relació empresarial entre Hercules i Sachs s'anà estrenyent cada cop més. Gràcies a aquesta col·laboració, la companyia va llançar alguns models que van aconseguir un gran èxit comercial, entre ells la petita K50 de 1962, una Hercules equipada amb el motor Sachs 50 S de cinc velocitats i 4,5 CV.

### Els motors Sachs
Fundada el 1895 per Ernst Sachs i Karl Fichtel a Schweinfurt (a uns 100 km de Nuremberg) com a Schweinfurter Präzisions-Kugellagerwerke Fichtel & Sachs, l'empresa va començar fabricant components de bicicleta i rodaments de boles. Més tard es conegué com a Fichtel & Sachs o, simplement, com a Sachs.

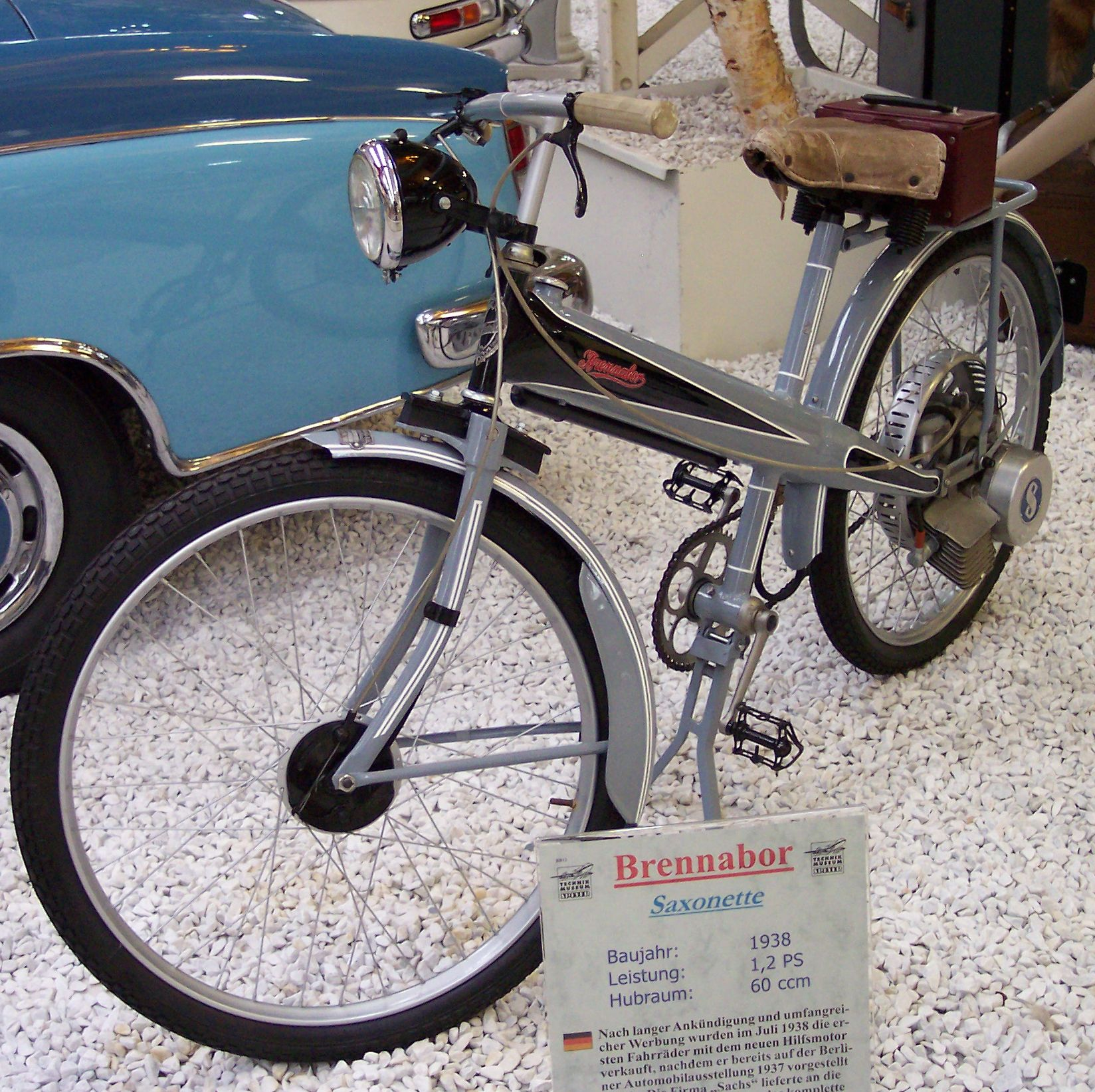
La Saxonette "Brennabor" de 1938, amb motor Sachs de 60 cc

El 1929, Fichtel & Sachs es va vendre la divisió de rodaments i es va centrar en la fabricació de motors, embragatges i amortidors. El 1930, l'empresa va adquirir Rotax, un fabricant de boixes i pinyons lliures de bicicleta que havia estat fundat a Dresden el 1920, i en transferí la producció a Schweinfurt. Aquell mateix any, Fichtel & Sachs va començar a produir un motor de 74 cc per a vehicles, seguit d'un de 98 cc el 1932. Durant la dècada del 1930, l'empresa va produir la bicicleta motoritzada "Saxonette", motors estacionaris i de vaixells i motors de motocicleta. El 1943, durant la Segona Guerra Mundial, la fabricació de la línia de productes Rotax es traslladà a Àustria, on es quedà definitivament. Acabada la guerra, Rotax aprofità l'experiència adquirida amb la fabricació dels motors Sachs per a fabricar els seus de propis (el 1959, la propietat de Rotax passà a mans de la vienesa Lohner-Werke).
El 1945, amb el 67% de les instal·lacions de Schweinfurt destruïdes, Sachs va reprendre l'activitat. La seva antiga gamma de motors es va complementar amb diversos nous dissenys de 50 cc per a ciclomotors i motocicletes petites i lleugeres, a més de motors de cilindrada superior per a motocicletes i motos de neu. Tota aquesta activitat va fer que, durant les dècades del 1950 i 1960, Fichtel & Sachs esdevingués el major fabricant de motors de motocicleta de dos temps d'Alemanya.
A començaments dels 50, el motor "Sachser" de 50 cc i 2 velocitats per a ciclomotors aportà grans beneficis a l'empresa. A banda d'Hercules, aquests motors els muntaven molts altres fabricants als seus models, una pràctica que durà fins a mitjan dècada del 1990. D'altres s'inspiraven en els motors alemanys a l'hora de crear els seus, com ara Reina (el motor de 74 cc del seu model de 1952 era una còpia del Sachs) i Derbi (el motor de la Derbi 65 de 1960, l'antecessora de la coneguda Antorcha, era una còpia quasi idèntica del Sachs de 47 cc, passat a 65).
L'èxit dels seus motors va permetre Sachs d'absorbir altres fabricants durant la dècada del 1960. A més, durant aquells anys, Sachs es va començar a introduir també als EUA i el 1969, la fàbrica de Schweinfurt va arribar a duplicar el seu espai inicial.

### Fusió de marques
El 1963, Fichtel & Sachs va absorbir la Nürnberger Hercules- Werke GmbH. El 1965, a més, va absorbir també la Zweirad-Union, un conglomerat que incloïa les marques Victoria, Express i DKW. Sachs va optar aleshores per cancel·lar algunes marques i mantenir les més conegudes. Mentre que la darrera Express es va produir el 1968 i la darrera Victoria, el 1969, les Hercules i DKW van continuar en producció (de fet, Sachs les va fusionar totes dues). Durant anys, molts models de motocicleta del grup Fichtel & Sachs es van comercialitzar indistintament com a Sachs, Hercules o DKW, sovint depenent de l'època o del mercat on es destinaven. A banda, Sachs va mantenir en producció un model de la Zweirad Union molt especial, el Kraka (de Kraftkarren, "carro potent"), considerat l'antecedent més antic dels actuals quads.

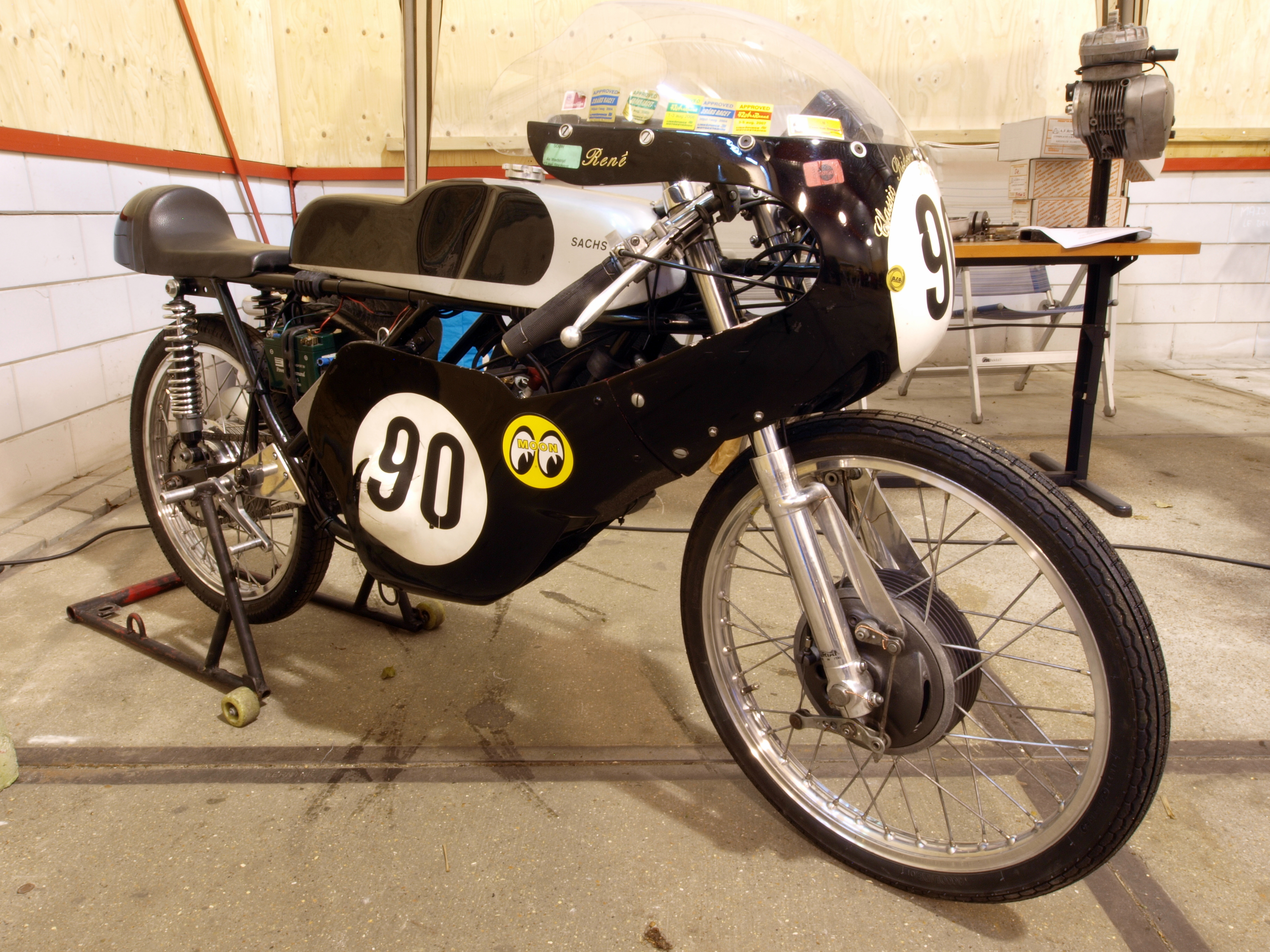
Una Sachs de Gran Premi de 50cc de mitjan dècada del 1960

La marca Sachs es va fer servir especialment en motocicletes de velocitat de petita cilindrada i en les de fora d'asfalt a finals dels 60. Els models de motocròs de 125 cc es va anomenar inicialment Sachs 125. Per la seva banda, la Sachs K-125GS Boondocker d'enduro, comercialitzada entre el 1968 i el 1971, duia distintius "Sachs" al motor, al dipòsit de benzina i als cubs dels frens, mentre que la petita placa d'identificació del cap de direcció deia "Hercules". Després de 1971, Sachs va decidir vendre les seves motos als EUA sota la marca DKW, de manera que els models Sachs de motocròs i enduro van desaparèixer d'aquell mercat.
Alhora que fabricava les motos, Sachs seguia produint els seus motors de dos temps per a ciclomotors i motocicletes de poca cilindrada, de fins a 175 cc. El gran rendiment i fiabilitat dels motors Sachs de 50, 100 i 125 cc feia que nombroses marques europees els muntessin a les seves motos, entre elles Ancillotti, Aspes, Garelli, KTM, SWM, Norman i Monark. També als EUA hi havia mercat: cap al 1970, John Penton, un concessionari de motocicletes d'Ohio, va demanar a KTM que construís una motocicleta de fora d'asfalt per al mercat americà segons les seves especificacions, propulsada amb motor Sachs. La Penton-Sachs va ser un èxit comercial i va establir les bases per al posterior èxit de KTM com a fabricant de màquines de motocròs i enduro.
Durant la dècada del 1970, Sachs va aconseguir nombrosos èxits esportius, especialment en la modalitat de l'enduro, amb les seves motocicletes comercialitzades sota les marques DKW i Hercules. Tot i així, poc després que l'equip italià de DKW-Sachs guanyés dos Campionats d'Europa d'enduro el 1978 (50 i 175cc), l'empresa va abandonar-ne la producció, tant de les de marca DKW com de les Hercules.
Pel que fa al motocròs, Fichtel & Sachs decidí de competir-hi amb el seu propi nom i, al tombant de la dècada del 1970, participà amb un equip de fàbrica al mundial de 250cc, on els seus pilots competiren amb motocicletes de marca "Sachs".

### La Wankel 2000

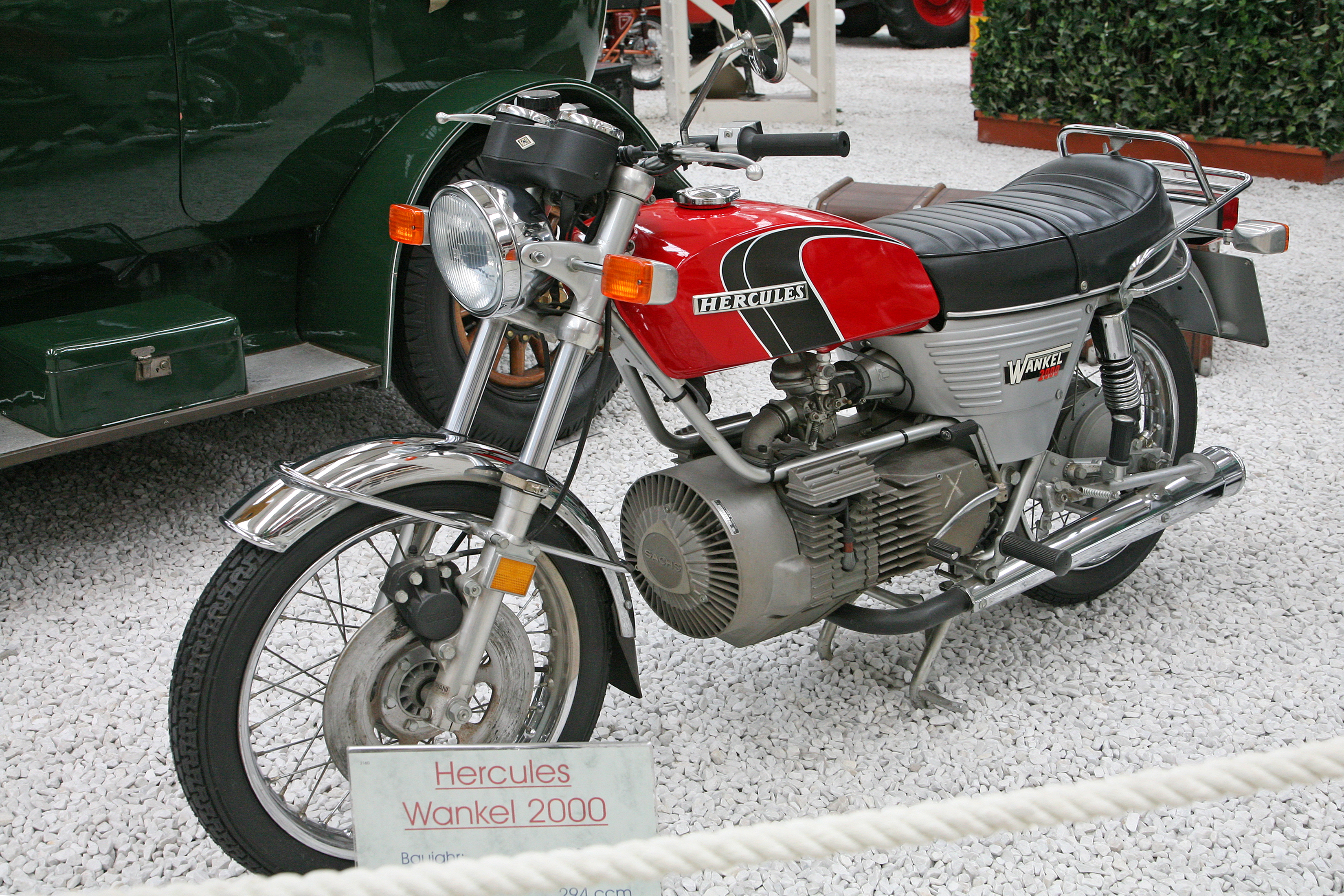
L'Hercules Wankel 2000 de 1974

El 29 de desembre de 1960, Fichtel & Sachs va esdevenir el segon llicenciatari del motor rotatiu Wankel. Després d'aplicar-lo en motos d'aigua i eines elèctriques personals, Sachs va ser el primer fabricant de motocicletes a fer servir aquesta llicència. El 1974, la firma va llançar la primera motocicleta equipada amb un motor Wankel, com d'habitud, sota diverses denominacions comercials: Hercules Wankel 2000 i, especialment per al mercat britànic, DKW Wankel 2000.
Uns anys després, al Regne Unit, Norton va desenvolupar una versió del motor Wankel de Sachs per a la seva nova "Norton Interpol 2", llançada el 1984.

### Canvis de propietat
Des de mitjan dècada del 1980, l'empresa es dedicà cada cop més als motors en detriment de les motocicletes. El 1987, el conglomerat Mannesmann AG, amb seu a Düsseldorf, esdevingué accionista majoritari de Fichtel & Sachs i l'empresa passà a anomenar-se Mannesmann Sachs. El 1991, l'empresa va produir sota la marca Hercules la motocicleta militar K 180 BW per a la Bundeswehr. De 1993 a 1996, a més, el grup va comercialitzar escúters Peugeot sota la mateixa marca.

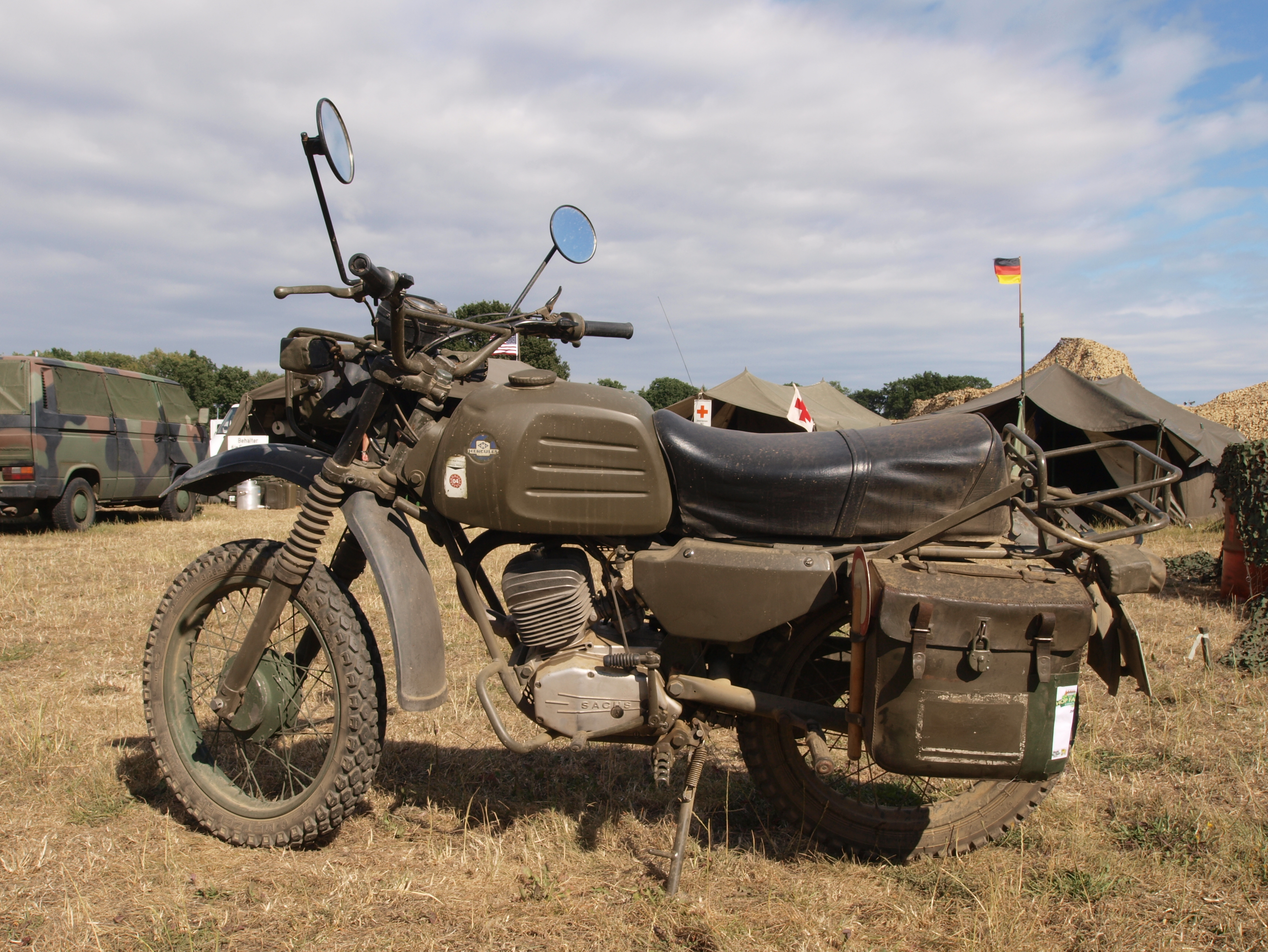
Una Hercules K 180 militar amb motor Sachs

El 1995, Sachs tenia presència arreu del món, amb 38 subsidiàries. Aquell any, Mannesmann Sachs es va vendre la marca Hercules i la producció de bicicletes al grup holandès ATAG Cycle Group (l'actual Accell), el qual va mantenir la marca fins al 2014, en què l'hi vengué al grup ZEG. La producció restant de motocicletes es va rebatejar com a Sachs Fahrzeug- und Motorentechnik GmbH ("Tecnologia de vehicles i motors Sachs") i, en no poder fer servir més la marca Hercules, les seves motocicletes es varen comercialitzar sota la marca "Sachs Bikes". El 1997, Fichtel & Sachs va deixar de produir motors i, aquell mateix any, va signar un acord amb Daimler-Benz per a produir la coneguda bicicleta elèctrica Mercedes Hybrid Bike.
El 1998, la SFM es va transferir al Grup Winning Wheels Group, dels Països Baixos, qui al seu torn la vengué a l'HSS Verwaltungs GmbH a l'octubre del 2000. El 2001, Fichtel & Sachs fou absorbida pel ZF Group, amb seu a Friedrichshafen, i l'empresa es va reanomenar ZF Sachs AG (el 2011, finalment, aquesta es fusionà amb l'empresa matriu, ZF Friedrichshafen).
El 2002, l'empresa va produir una petita sèrie de la Münch Mammut 2000 per al fabricant Münch Motorrad Technik GmbH de Würzburg. El 2004, es va tancar el centre de producció de Sachs Bikes a Nuremberg i, des d'aleshores, la producció es va fer principalment a la Xina tot muntant motors Honda. Únicament el desenvolupament i les vendes es mantenen a Nuremberg.

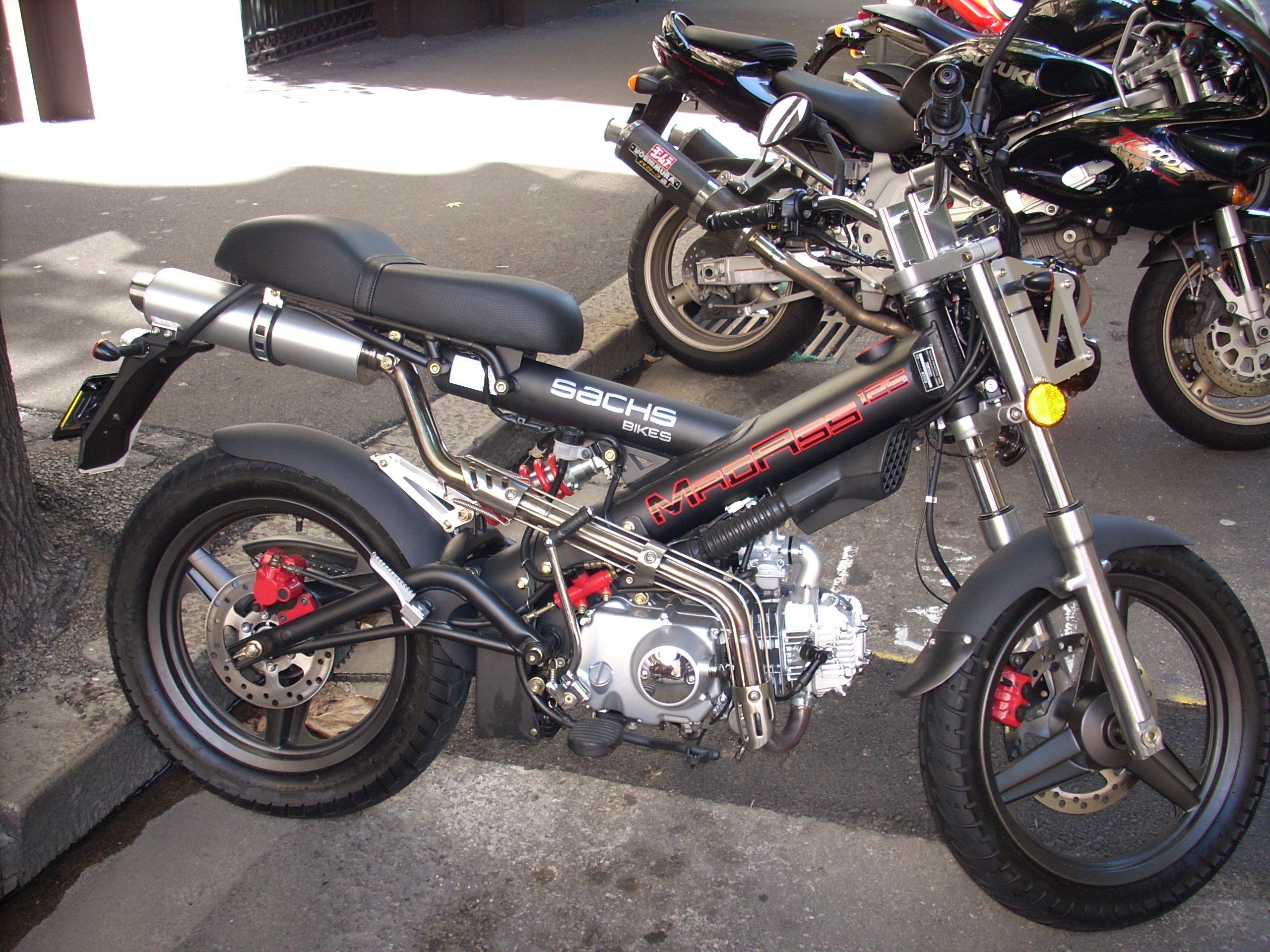
Una Sachs MadAss 125

El 2005, per tal de commemorar els 100 anys de fabricació de motocicletes (la primera Hercules es llançà el 1905), Sachs va llançar la MadAss, un model disponible en dues cilindrades (50 i 125 cc) i múltiples acabats. La MadAss duia un sistema d'escapament original, amb el silenciador sota el seient, i un tauler digital.
El juny del 2006, Sachs Bikes es va declarar en fallida. El gener del 2007, l'empresa va ser assumida per l'anterior direcció (gestionada pel gerent, Corrado Savazzi). En aquells moments, l'activitat de Sachs gairebé es limitava al muntatge local de petits escúters econòmics d'origen xinès que no acabaven de funcionar. La característica MadAss era l'única motocicleta amb motor Sachs fabricada aleshores. L'empresa es va traslladar a unes noves instal·lacions a Nuremberg (Katzwang). Sachs va presentar llavors dos vehicles tot terreny i un escúter de 400 cc (els models 4rock 450, 4rock 650 i Quattrocento).
El 2008 es va suspendre el procediment de fallida i la companyia va canviar el nom de Sachs Fahrzeug- und Motorentechnik GmbH a "SFM GmbH", l'actual. El 2010, Sachs s'havia convertit en un dels líders del mercat en bicicletes elèctriques autopropulsades i continuava el desenvolupament de nous models de motocicletes i escúters, allunyant cada cop més la marca de l'anterior muntatge d'escúters de baix cost durant els anys de crisi.

## Competició

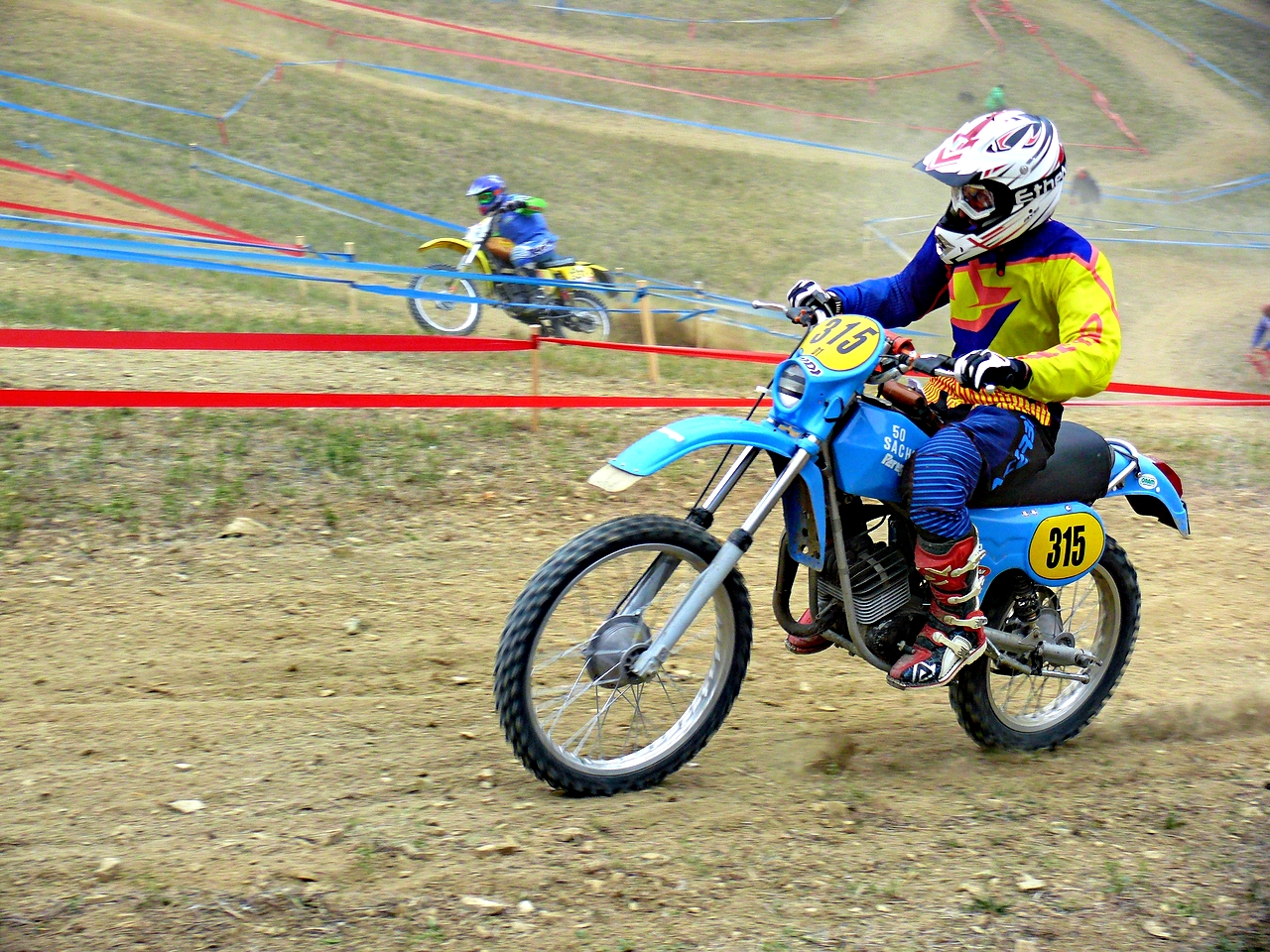
Gino Perego amb una Sachs 50 d'enduro dels volts de 1978, en una prova "vintage" a Itàlia el 2017

Fichtel & Sachs va dur a terme una intensa activitat dins el món de la competició durant anys, especialment dins la modalitat de l'enduro amb les marques Hercules i DKW. El 1964, per exemple, Hercules aconseguí un gran nombre de medalles als Sis Dies Internacionals gràcies als 222 pilots (comptant-hi els membres de l'equip de fàbrica i els privats), que hi participaren amb una d'aquestes motos: 1.049 medalles d'or, 151 d'argent i 58 de bronze. Tant la marca DKW com Hercules i Sachs varen aconseguir diverses victòries a una de les proves més prestigioses de la modalitat, la Valli Bergamasche.
El 1978, l'empresa guanyà dos Campionats d'Europa d'enduro (Gino Perego el de 50cc i Franco Gualdi el de 175cc). No és prou clara la marca que van pilotar aquella temporada ambdós pilots, ja que segons la font consultada apareix recollida com a DKW o com a Sachs.
Dins la modalitat del motocròs, l'empresa no va fer el mateix que a l'enduro pel que fa amb la duplicitat de marques, ja que sempre hi competí amb motocicletes de marca Sachs. El 1973, Gerard Rond guanyà el campionat dels Països Baixos de 125cc amb una Sachs preparada pel seu pare, Gert. Durant anys, les Rond-Sachs que preparava Gert Rond van ser molt populars als Països Baixos i Alemanya. Durant les temporades de 1978 a 1981, Sachs competí al mundial de motocròs de 250cc amb un equip de fàbrica format, entre d'altres, per Willi Bauer, Fritz Schneider i Guy Huynen.
Durant els 80, a més, Sachs participà amb motos de fàbrica al mundial de velocitat, on amb els pilots Hans Hummel i Hans Müller aconseguí bons resultats a les cilindrades de 50cc, 80cc i 125cc.

## Models actuals
| - 150KN (venut a Austràlia com a "Express") - B-805 - Balboa - Bee 50 and Bee 125 - Big Roadster V 3.8 - Dirty Devil 50 - Dirty Devil 110 - MadAss - Prima - Prima G3 | - Roadster 650 - Hercules 125 cc - Roadster 800 - Roadster V 1.6 - Roadster 125 V2 - Roadster 2000 - Speedjet R 50 (refrigerat per aire) - Speedjet RS 50 (refrigerat per líquid, llançat el 2010) - SR 125 - SX-1 | - SX-1 ("Urbano Limited Edition") - VS 125 - Westlake - X Road - XTC 125 - XTC-N - XTC-R - ZX 125 - Speedster 250cc (Amèrica llatina) - Rsv 180cc (Amèrica llatina) |

### Galeria
- Motocicletes «Sachs» del segle xxi

"Motocicletes
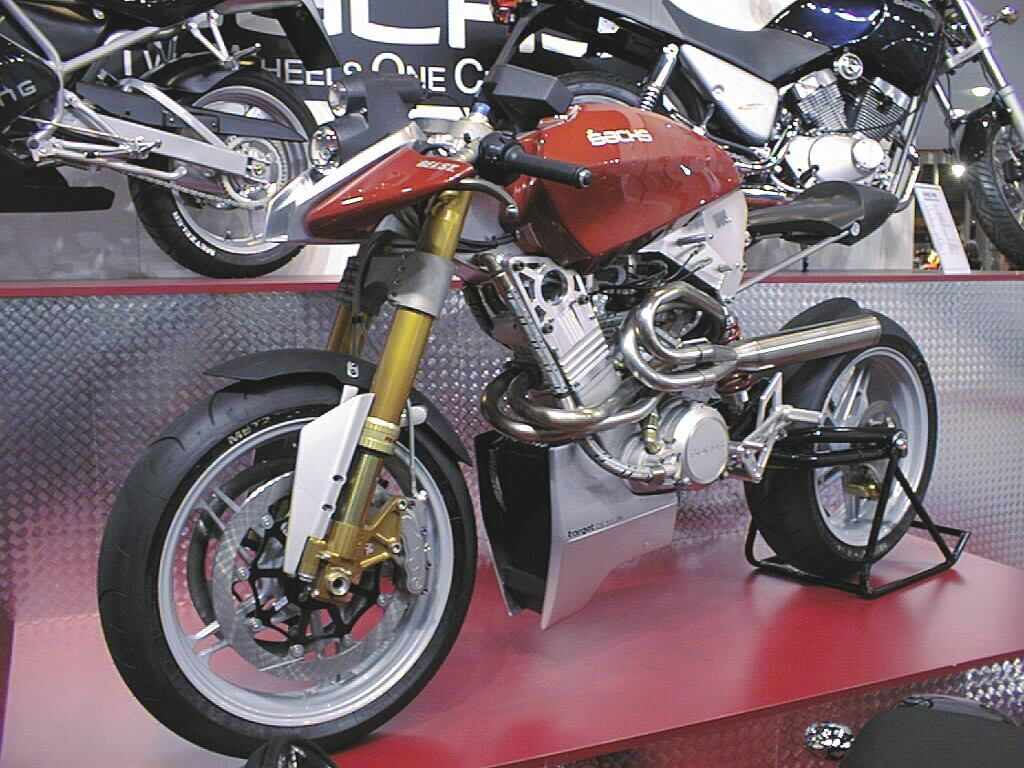
Sachs Beast (prototip del 2001)
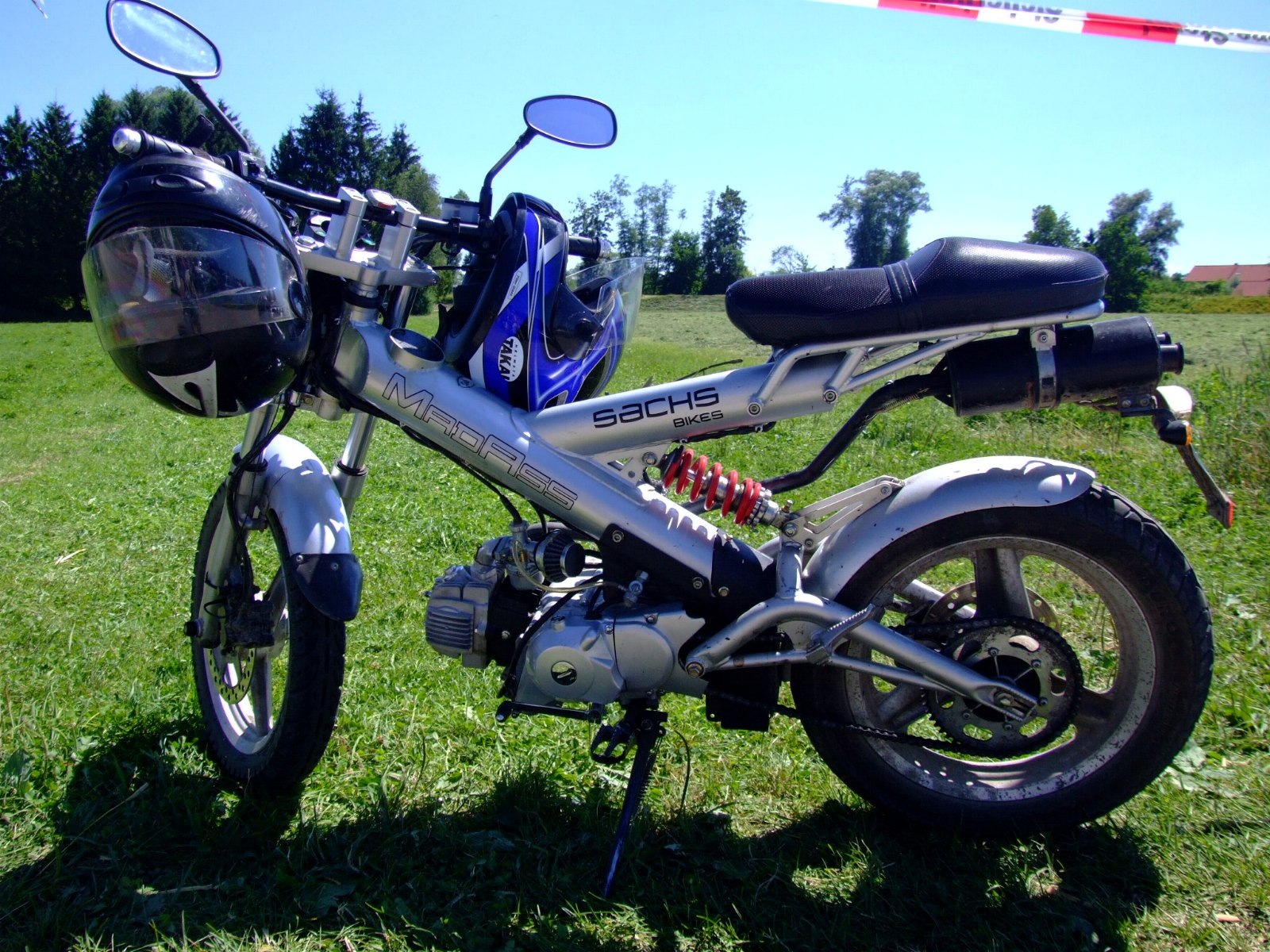
Sachs MadAss (2006)
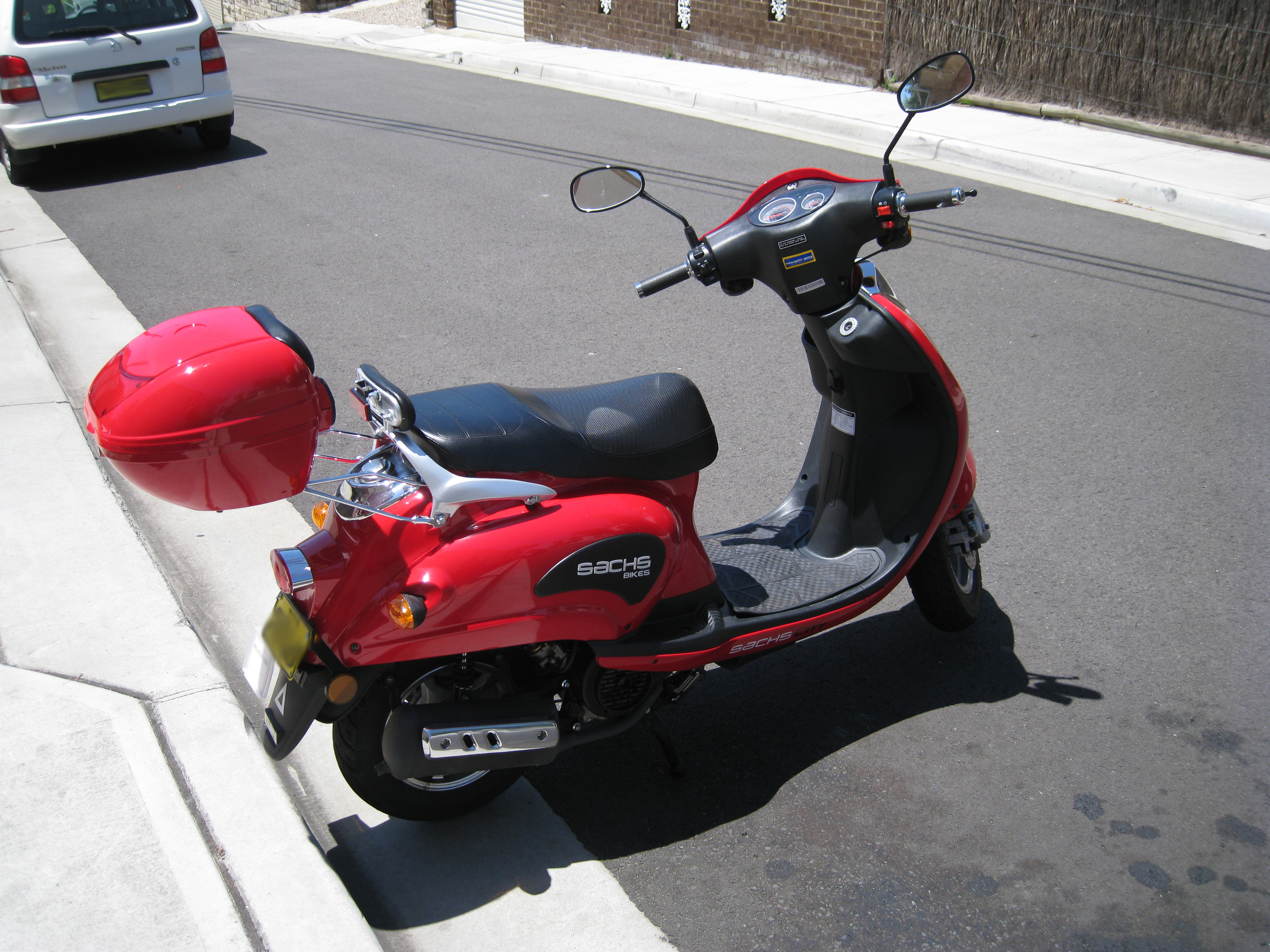
Escúter Sachs del 2008
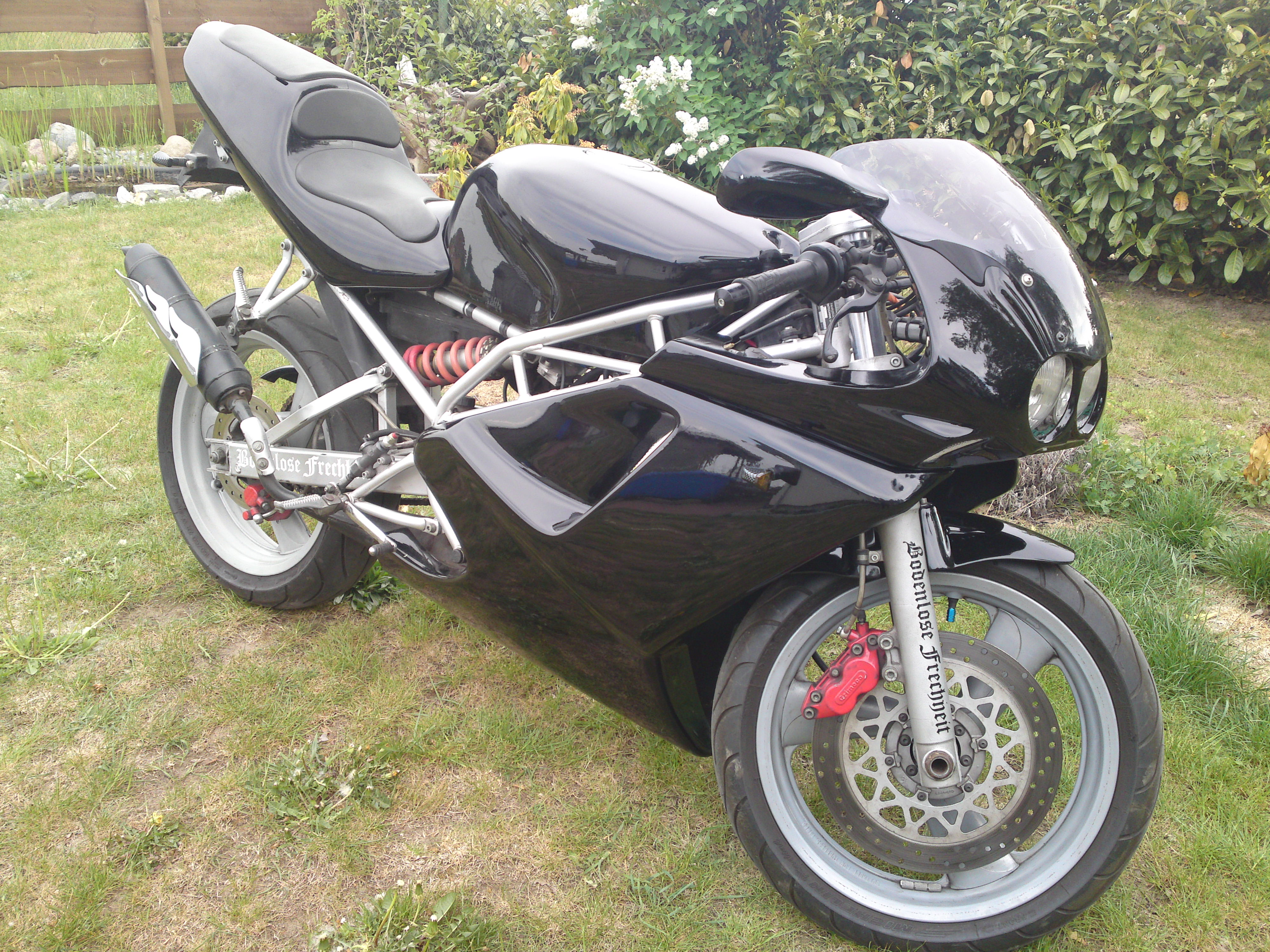
Sachs XTC 125 (2011)
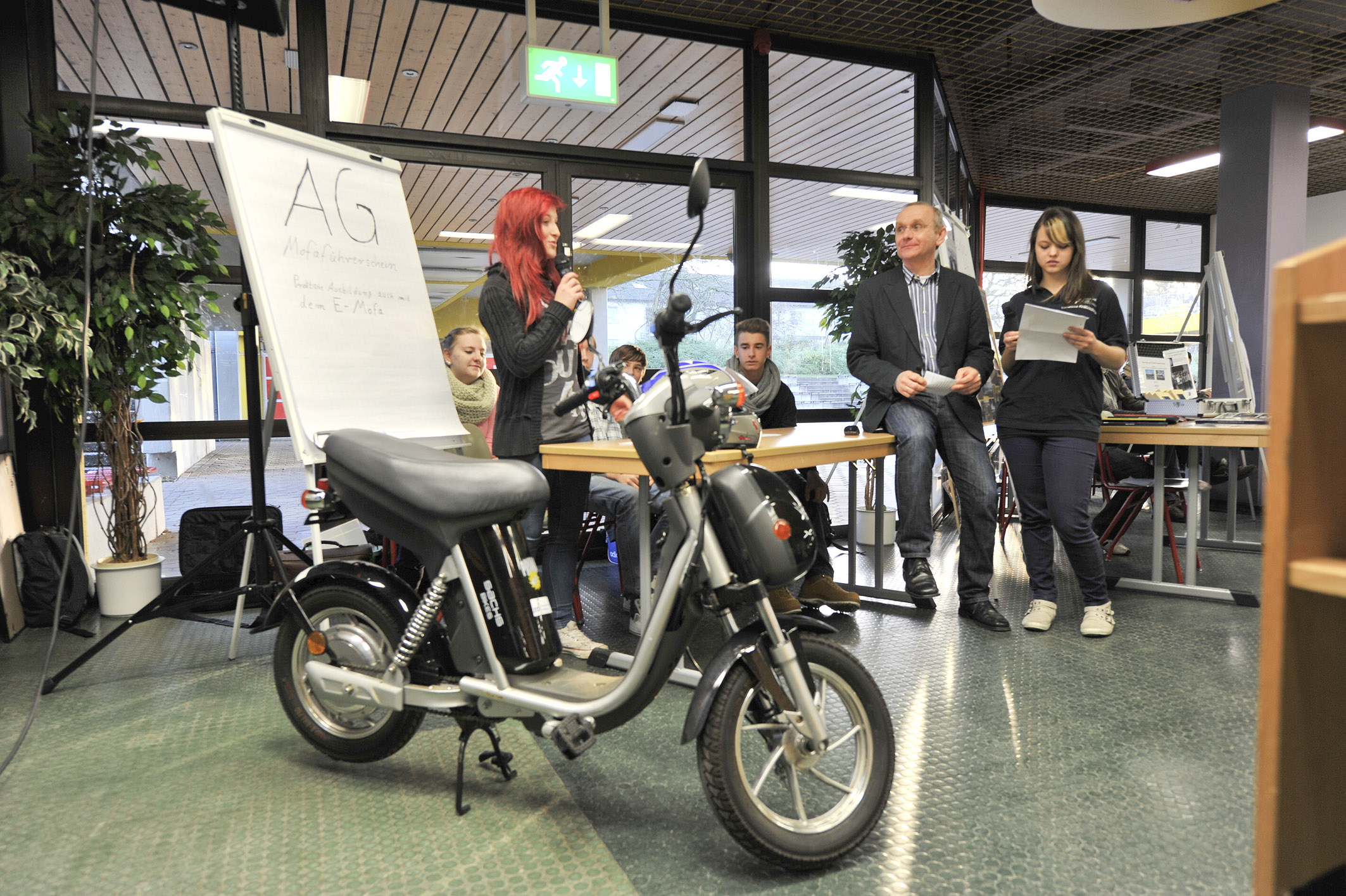
Un escúter elèctric "Sachs Bikes" (2012)
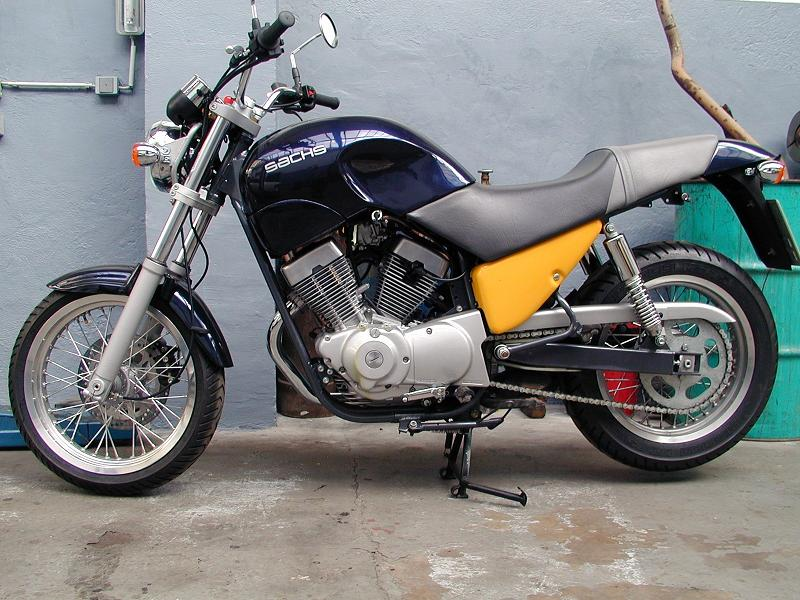
Sachs Roadster 800 (2016)